# Rilindja Demokratike

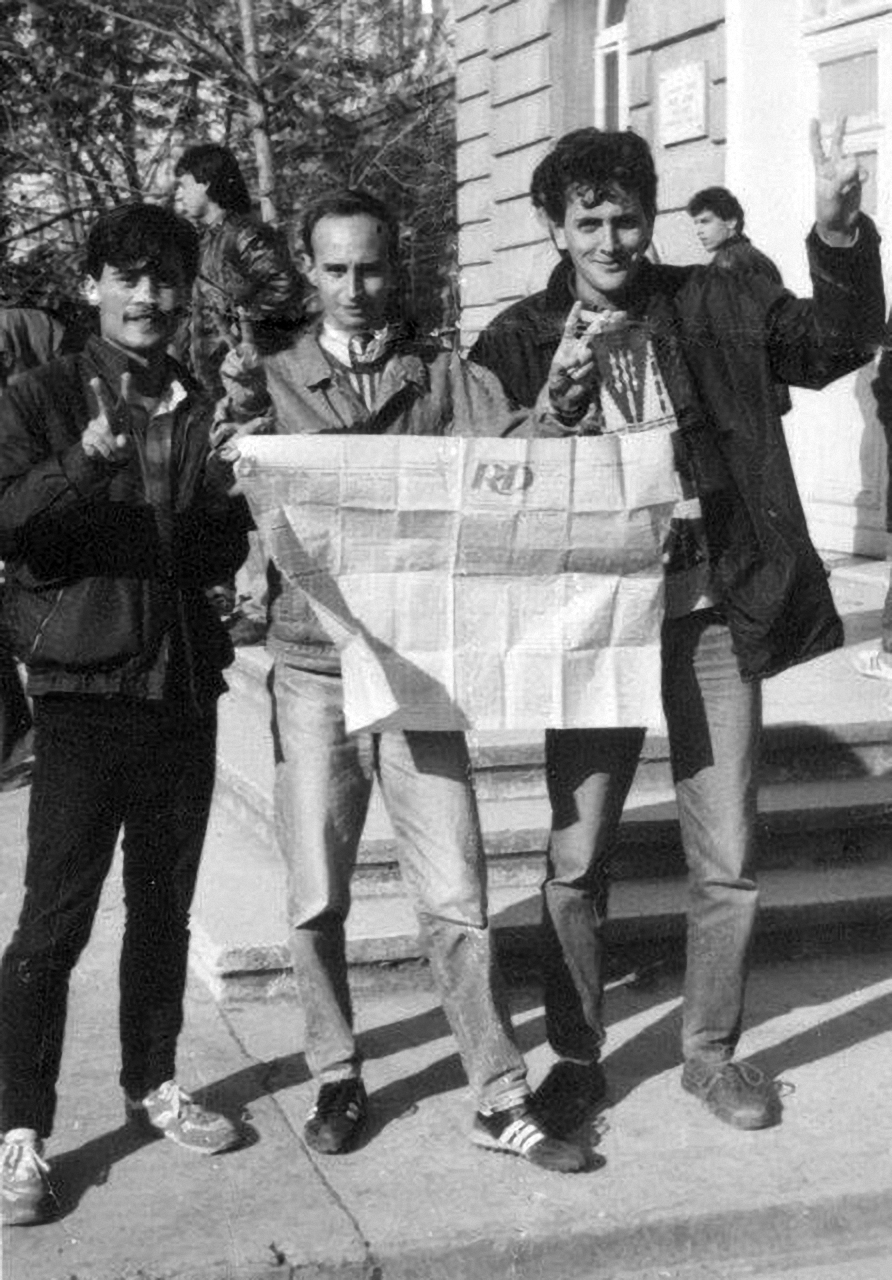
Verschijning van de eerste editie van Rilindja Demokratike (5 januari 1991)

Rilindja Demokratike (Nederlands: Democratische hergeboorte, afkorting: RD) is een Albanese krant opgericht en gepubliceerd in Tirana. 
Rilindja Demokratike is de officiële krant van de Democratische Partij van Albanië. De hoofdredacteur is Bledi Kasmi. De eerste editie van de krant verscheen op 5 januari 1991. Het was de eerste onafhankelijke krant in Albanië na de val van het communisme in het land. In het eerste jaar van verschijnen had het een recordoplage van 125.000 exemplaren. In 2014 heeft het blad nog een oplage van 2.000 exemplaren.